# Jean Moulin
Jean Moulin, född 20 juni 1899 i Béziers, död 8 juli 1943 i närheten av Metz, var en framstående fransk motståndsman under andra världskriget. Han var ordförande för det nationella motståndsrådet Conseil national de la résistance.
Sommaren 1943 blev Moulin avslöjad och kunde gripas av tyska Gestapo i Lyon, där han förhördes, torterades och slutligen mördades av SS-officeren Klaus Barbie. Under de hårdhänta förhören yppade Moulin inte någonting för sina tillfångatagare.
Jean Moulin begravdes först på Père-Lachaise i Paris, men den 19 december 1964 överfördes hans stoft till Panthéon.